# 亀山拓巳
亀山 拓巳（かめやま たくみ、2001年2月27日 - ）は、日本の男子バレーボール選手である。

## 来歴
大阪府大阪市出身。
常翔学園高等学校、順天堂大学を経て、2022/23シーズン、V.LEAGUE DIVISION1 MEN（V1男子）に所属する東京グレートベアーズの内定選手となった。内定選手としてV1男子の試合に出場し、Vリーグデビューを果たした。
2023年、大学卒業後に、東京グレートベアーズに入団した。
同年、12月23日に開催されたV1男子の東レアローズ戦で負傷し、右足リスフラン関節損傷により全治3か月と診断された。
2025年5月、フィンランドリーグのフリカーニ・ロイマーへのレンタル移籍が発表された。

## 所属チーム
- 常翔学園高等学校（2016-2019年）
- 順天堂大学（2019-2023年）
- 東京グレートベアーズ（2023年-）
  -  フリカーニ・ロイマー（フィンランド語版）（2025年-）